# Паїсій (Анков)
Митрополит Паїсій (в миру Александр Райков Анков; 6 серпня 1888, Своге — 16 травня 1974, Враца) — єпископ Православної церкви Болгарії, митрополит Врачанський.

## Біографія
Початкову освіту здобув в рідному селі, а неповну середню — в селі Іскрец і Софії.
Восени 1903 вступив у Цареградську болгарську духовну семінарію, яку закінчив 1909. Під час навчання там він привернув увагу Болгарського екзарха Йосифа, який згодом став його духовним наставником.
11 травня 1909 року в болгарському храмі святого Стефана в Константинополі був пострижений в чернецтво з ім'ям Паїсій і висвячений в сан ієродиякона. У той же день призначений дияконом і особистим секретарем болгарського екзарха Йосифа I.
З 1911 по 1914 роки навчався на богословському факультеті Чернівецького університету. Витримав перший докторський іспит, після чого повернувся до Софії.
З літа 1914 до літа 1915 роки перебував при своєму духовному старця і піклувальників екзарх Йосипа.
З кінця 1915 до весни 1916 року слухав лекції з філософії в Мюнхені, а в кінці 1916 роки склав другий докторський іспит на богословському факультеті Чернівецького університету, отримавши диплом і вчений ступінь доктора богослов'я.

### Служіння
Восени 1916 року був призначений дияконом при наміснику-голові Священного синоду Болгарської церкви.
8 квітня 1917 року в столичному кафедральному храмі святої Неделі був висвячений в сан ієромонаха митрополитом Софійським Парфенієм і призначений ефімеріем, бібліотекарем і тимчасово виконуючим посаду керівника Культурно-просвітницького відділу при Священному синоді.
Восени того ж року був призначений учителем Софійській духовній семінарії, а через місяць відряджений Священним синодом в Мюнхен і Лейпциг, де до 1921 року вивчав право на Юридичному факультеті і спеціалізувався з канонічного права.
Після повернення в Софію був знову призначений учителем в Софійську духовну семінарію і юрисконсультом при Священному синоді.
З 8 квітня 1922 року — протосингел Софійській митрополії. Під час його служіння, 24 травня 1922 року рішенням Священного синоду був піднесений до рангу архімандрита.
1 квітня 1923 року в столичному кафедральному храмі святої Неделі був хіротонізований на єпископа Знепольского і призначений вікарієм Софійського митрополита. На даній посаді залишався до серпня 1930 року.
10 серпня 1930 був обраний, а на 21 вересня того року канонічно затверджений митрополитом Врачанска.
За його більш як сорокалітнє служіння на Врачанскій кафедрі для архієрейських потреб було побудовано нову будівлю, реставрувалися церкви і зводилися нові храми, були відкриті курси підвищення рівня богословської освіти священиків, став видаватися єпархіальний щомісячний журнал «Духовне відродження».
Помер 16 травня 1974 року в місті Враці. Похований в притворі Врачанського кафедрального храму святого Миколая.